# Walter Lewald
Walter Lewald (* 30. September 1887 in Leipzig; † 10. November 1986 in Frankfurt am Main) war ein deutscher Rechtsanwalt.

## Leben
Lewald war der Sohn des Juristen Carl Lewald und dessen Frau Henriette geb. Köster (1854–1924); sein Bruder war der Rechtswissenschaftler Hans Lewald (1883–1963).
Lewald studierte Rechtswissenschaften in Freiburg im Breisgau, Leipzig, Berlin und Edinburgh und wurde 1922 in Heidelberg mit der Dissertation Das Recht der parlamentarischen Enquete und das Kriegsschuldproblem promoviert.  Anschließend war er von 1922 bis 1928 bei der Deutschen Staatsvertretung in Berlin und in London beim Deutsch-Englischen Gemischten Gerichtshof tätig. 1929 ließ er sich als Rechtsanwalt und Notar in Frankfurt am Main nieder.
Während der Zeit des Nationalsozialismus war es ihm trotz der jüdischen Abstammung seiner Frau möglich, seinen Beruf auszuüben. Nach Beginn des Zweiten Weltkriegs erfolgte auf Veranlassung von Reichsminister Fritz Todt eine Zwangsverpflichtung zum Arbeitsdienst, den Lewald unter anderem in den Niederlanden und in Frankreich leistete. Seine Frau, die in das KZ Theresienstadt deportiert wurde, überlebte den Holocaust.
Lewald setzte nach Kriegsende seine Arbeit als Rechtsanwalt in Frankfurt fort; Schwerpunkte waren insbesondere das Recht der Rückerstattung und Wiedergutmachung. 1947 gründete er mit Alfred Flemming die Neue Juristische Wochenschrift und war bis zu seinem Tod Mitherausgeber dieser Fachzeitschrift.
Lewald starb 1986 in Frankfurt am Main und wurde im Familiengrab auf dem Bergfriedhof Heidelberg beigesetzt.

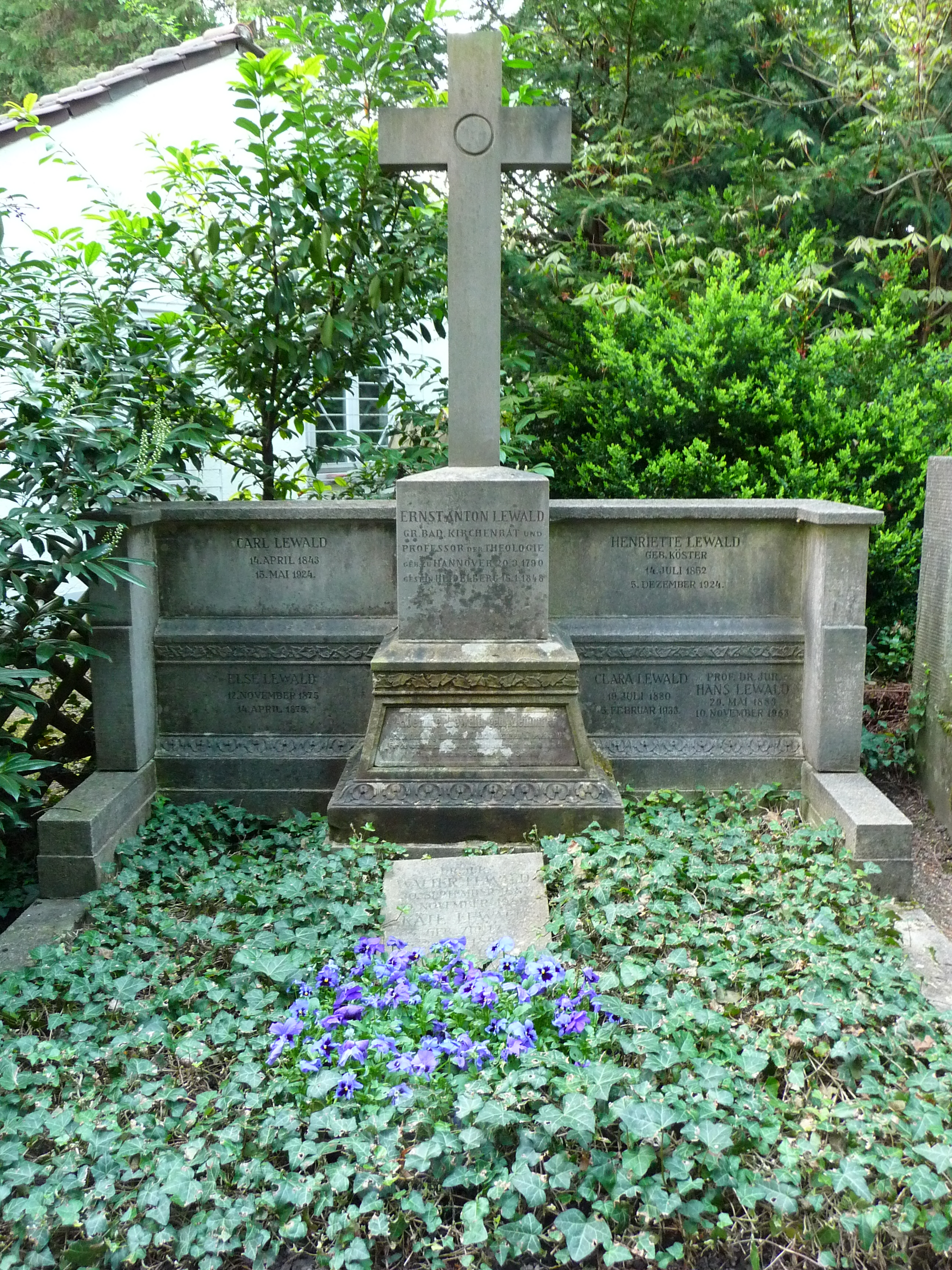
Grabstätte auf dem Bergfriedhof Heidelberg

## Schriften (Auswahl)
- mit André Charron, Walter-H. Hinkle, F. G. Maw, R. Monsarrat, J. R. Patey und R. Tenger: Succession de l’étranger dans quatre pays différents. La France, l’Allemagne, les États – Unis d’Amérique, l’Angleterre. Paris 1934, OCLC 249773505.
- Grundlagen der neuen Rechtsordnung Deutschlands. Kritische Betrachtungen zur gegenwärtigen Lage des deutschen Rechts. Marburg 1948, OCLC 2956873.
- Recht und Humanität. Ausgewählte Aufsätze und Niederschriften 1923–1962. München 1962, OCLC 10549174.
- Die deutsche Frage. Aufsätze zur Rechtslage Deutschlands. Frankfurt am Main 1980, ISBN 3-7875-5288-X.